# Villa Martins-Klause
Die Villa Martins-Klause liegt im Stadtteil Niederlößnitz der sächsischen Stadt Radebeul, Am Bornberge 16. Sie wurde zwischen August 1900 und Oktober 1901 durch den Niederlößnitzer Architekten und Baumeister Adolf Neumann im Auftrag von Martin Fankhänel errichtet, aus dessen Vorname sich der heutige Häusername ergibt.

## Beschreibung

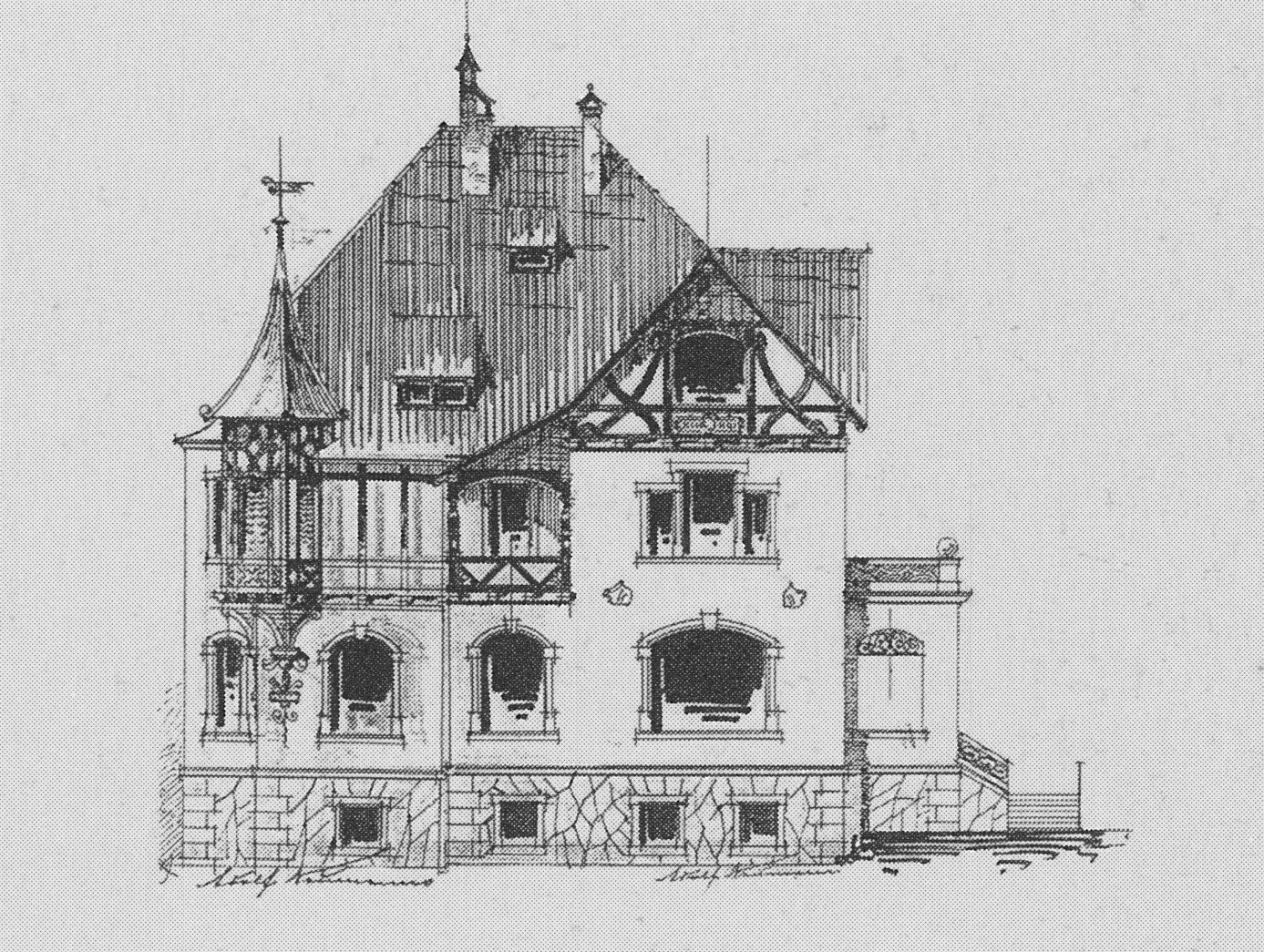
Bauzeichnung von Neumann (um 1900)

Villa Martins-Klause (über der links als „unser Haus“ bezeichneten Villa, 1910) Rechts unten die ähnlich stilisierte Villa Am Jacobstein 1.

Die mit Stützmauer und Toreinfahrt unter Denkmalschutz stehende Villa, 1933 zur Mietvilla für zwei Parteien umgebaut, ist ein zweigeschossiges, „malerisch-unregelmäßiges“ Wohnhaus auf einem großen Eckgrundstück oberhalb eines kleinen Platzes, der sich aus dem Zusammentreffen von Am Bornberge, Winzerstraße, Ludwig-Richter-Allee und Am Jacobstein ergibt.
Das Gebäude steht auf einem steinsichtigen Sockel, hat verputzte Fassaden und ein hohes Krüppelwalmdach. In der Südansicht steht rechts ein Seitenrisalit mit einem Zwerchgiebel in Zierfachwerk. An der südwestlichen Gebäudekante zum Platz hin hing ursprünglich ein kleiner Erker mit einem Turmhelm, der auf der Bauzeichnung von Neumann zu sehen ist.
Auf der gegenüberliegenden Gebäudeseite zur Winzerstraße steht ein Mittelrisalit, ebenfalls mit einem Fachwerkgiebel.
Die Fenster der als deutsche Architektur um 1500 (Altdeutscher Stil) stilisierten Mietvilla werden von Sandsteingewänden eingefasst.
Im Jahr 1933 erfolgte der Umbau zu einem Zweifamilienhaus.